# Enyimba Football Club
El Enyimba Football Club es un club de fútbol de Nigeria de la ciudad de Aba. Fue fundado en 1976 y se juega en la Premier League de Nigeria. El equipo disputa sus partidos como local en el Enyimba International Stadium, con capacidad para 25.000 espectadores, y el color tradicional de su primera equipación es el azul.
El nombre del club significa "Elefante del pueblo" en el idioma igbo y también es el apodo usado para la ciudad de Aba. El club saltó a la fama en la década de 2000 y es considerado el club más exitoso del fútbol nigeriano, ya que ganó dos títulos de la Liga de Campeones de la CAF, nueve campeonatos de Nigeria y cuatro Copas de la Federación desde el año 2001.

## Historia

### Primeros años
El club fue fundado como un club de propiedad estatal en noviembre de 1976 por Jerry Amadi Enyeazu que fue el primer Director de Deportes en el recién creado Estado de Imo, una provincia en el sudeste de Nigeria. En agosto de 1991 el Estado de Imo se dividió y el estado de Abia fue creado a partir de la parte de Imo que incluía la ciudad de Aba, ciudad natal del Enyimba, por lo que el gobierno del nuevo Estado asumió el control como propietarios del club.
En los años 1970 y 1980 el Enyimba luchó por tener un impacto notable entre los tradicionales equipos del fútbol nigeriano como el Enugu Rangers, Shooting Stars, Bendel Insurance y sus rivales locales del Iwuanyanwu Nationale que dominaron el fútbol del país.

### Asentamiento en la Primera división
Los primeros éxitos del Enyimba tuvieron lugar en 1990 cuando se inauguró la Liga Profesional. En su primera temporada en la Primera división el Enyimba terminó 13.º de 16 clubes, ganando solo cinco de los 30 partidos con una diferencia de goles de 25-36. En la temporada siguiente ganó ocho partidos, pero aun así terminó decimoquinto con 36 puntos, a solo un punto de distancia de escapar del descenso detrás de Stationery Stores, pero en la temporada 1992 el equipo acabó descendiendo a Segunda división. El Enyimba permaneció en Segunda las dos temporadas siguientes, antes de ganar la promoción en 1993, terminando en primer lugar con 29 victorias en 46 partidos, ganando un récord de 96 puntos.
De vuelta a la Premier League, su cadena de buenos resultados continuaron y terminó la temporada 1994 en tercer lugar, detrás de los BCC Lions y Shooting Stars, dejando escapar un lugar en la Copa CAF 1995 por diferencia de goles. Después de una mediocre temporada de 1995, que obtuvo el cuarto lugar en 1996, el club volvió a eludir el descenso por diferencia de goles en 1997 y terminó séptimo en 1998.

### Éxito internacional (1999-2005)
La suerte del Enyimba comenzó a cambiar en 1999, cuando Orji Uzor Kalu fue elegido gobernador del estado de Abia, en las primeras elecciones democráticas celebradas en el país después de varios años de gobierno militar. Kalu procedió a asegurar una financiación generosa para el equipo local y nombró a Felix Anyansi Agwu como nuevo presidente del club, quien a su vez nombró a Godwin Koko Uwa como el primer entrenador del club en la nueva era. El nombramiento pronto produjo resultados y Uwa que condujo al Enyimba a su primer título de campeón de Nigeria en la temporada 2001, así como la Supercopa de Nigeria, en octubre de 2001 superando al Dolphins FC por 2-0 en Maiduguri.
El "Elefante del Pueblo" debutó en el fútbol internacional por primera vez en agosto de 2001, cuando fueron invitados a jugar ante el Inter en San Siro en un partido amistoso de beneficencia que marcaron el regreso de Ronaldo después de una ausencia por lesión de 21 meses y el equipo italiano goleó al Enyimba por 7-0 con cuatro goles de Christian Vieri.
También tuvieron su primera aparición en una competición continental en 2002 cuando debutó en la Liga de Campeones de la CAF. Debido a la falta de un buen terreno de juego en su base en Aba, el club jugó sus partidos como local en Calabar, una ciudad vecina y la capital del estado de Cross River. Después de ganar la eliminatoria de primera ronda contra el Étoile Filante Ouagadougou 5-3 en el global, fueron eliminados en la segunda ronda por los campeones de la edición de 1998, los marfileños del ASEC Abidjan. La derrota resultó ser un importante punto de inflexión en la historia del club, ya que fue la causa principal para la reconstrucción del club estadio Enyimba International, un estadio con capacidad para 15.000 espectadores equipado con iluminación, marcador electrónico y asientos cubiertos, lo que fue inspeccionado más tarde por el presidente de la CAF Issa Hayatou, y fue aprobado oficialmente para partidos de la Liga de Campeones de ese año.
El club ganó su segundo título consecutivo de la Premier League de Nigeria en 2002, y luego se convirtió en el primer club de Nigeria que ganó la principal competición a nivel de clubes, la Liga de Campeones de la CAF 2003 superando al Ismaily de Egipto 2-1 en el global, bajo las órdenes de Kadiri Ikhana. Esta fue también la primera vez desde 1988 que un club de Nigeria llegaba a la final de la competición. Varios jugadores clave a partir de 2003 contribuyeron al éxito continental del Enyimba y muchos fueron base de la selección de Nigeria, incluyendo a Vincent Enyeama, el beninés Muri Ogunbiyi, Obinna Nwaneri y Onyekachi Okonkwo.
Posteriormente, el Enyimba defendió con éxito su título de campeón de África al volver a ganar la Liga de Campeones africana en 2004, superando a Étoile du Sahel de Túnez en la final. Después de terminar subcampeón en el campeonato nacional en 2004 (detrás de Dolphins FC), Enyimba ganó el doblete en 2005, al ganar su cuarto campeonato de Nigeria y su primera Copa de Nigeria.

## Palmarés

### Torneos nacionales
- Premier League de Nigeria (9): 2001, 2002, 2003, 2005, 2007, 2010, 2015, 2019, 2023
- Copa de Nigeria (4): 2005, 2009, 2013, 2014
- Liga Nacional de Nigeria (1): 1993
- Supercopa de Nigeria (4): 2001, 2003, 2010, 2013

### Torneos internacionales
- Liga de Campeones de la CAF (2): 2003, 2004
- Supercopa de la CAF (2): 2004, 2005

## Participación en competiciones de la CAF
| Temporada | Torneo                       | Ronda             | Club                       | Casa  | Visita | Global       |
| --------- | ---------------------------- | ----------------- | -------------------------- | ----- | ------ | ------------ |
| 2002      | Liga de Campeones de la CAF  | Primera Ronda     | Étoile Filante Ouagadougou | 4-0   | 1-3    | 5-3          |
| 2002      | Liga de Campeones de la CAF  | Segunda Ronda     | ASEC Mimosas               | 3-1   | 1-4    | 4-5          |
| 2003      | Liga de Campeones de la CAF  | Primera Ronda     | Satellite FC               | 3-0   | 5-2    | 8-2          |
| 2003      | Liga de Campeones de la CAF  | Segunda Ronda     | Jeanne d'Arc               | 4-0   | 0-0    | 4-0          |
| 2003      | Liga de Campeones de la CAF  | Fase de grupos    | Simba                      | 3-0   | 1-2    | 1º lugar     |
| 2003      | Liga de Campeones de la CAF  | Fase de grupos    | ASEC Mimosas               | 2-0   | 3-1    | 1º lugar     |
| 2003      | Liga de Campeones de la CAF  | Fase de grupos    | Ismaily                    | 4-2   | 1-6    | 1º lugar     |
| 2003      | Liga de Campeones de la CAF  | Semifinales       | USM Alger                  | 2-1   | 1-1    | 3-2          |
| 2003      | Liga de Campeones de la CAF  | Final             | Ismaily                    | 2-0   | 0-1    | 2-1          |
| 2004      | Supercopa de la CAF          | Final             | Étoile du Sahel            | 1-0   | 1-0    | -            |
| 2004      | Liga de Campeones de la CAF  | Primera Ronda     | ASC Diaraf                 | 3-0   | 0-2    | 3-2          |
| 2004      | Liga de Campeones de la CAF  | Segunda Ronda     | Petro de Luanda            | 1-1   | 2-1    | 3-2          |
| 2004      | Liga de Campeones de la CAF  | Fase de grupos    | Bakili Bullets             | 6-0   | 1-1    | 2º lugar     |
| 2004      | Liga de Campeones de la CAF  | Fase de grupos    | Africa Sports              | 3-0   | 0-1    | 2º lugar     |
| 2004      | Liga de Campeones de la CAF  | Fase de grupos    | Étoile du Sahel            | 1-1   | 0-1    | 2º lugar     |
| 2004      | Liga de Campeones de la CAF  | Semifinales       | Espérance de Tunis         | 1-1   | 1-1    | 2-2 (4:2 p.) |
| 2004      | Liga de Campeones de la CAF  | Final             | Étoile du Sahel            | 2-1   | 1-2    | 3-3 (5-3 p.) |
| 2005      | Supercopa de la CAF          | Final             | Hearts of Oak              | 2-0   | 2-0    | -            |
| 2005      | Liga de Campeones de la CAF  | Primera Ronda     | Simba                      | 4-0   | 1-1    | 5-1          |
| 2005      | Liga de Campeones de la CAF  | Segunda Ronda     | Red Arrows                 | 6-1   | 3-0    | 9-1          |
| 2005      | Liga de Campeones de la CAF  | Fase de grupos    | Ajax Cape Town             | 1-1   | 0-2    | 3º lugar     |
| 2005      | Liga de Campeones de la CAF  | Fase de grupos    | Raja Casablanca            | 2-0   | 0-1    | 3º lugar     |
| 2005      | Liga de Campeones de la CAF  | Fase de grupos    | Al-Ahly                    | 1-2   | 0-1    | 3º lugar     |
| 2006      | Liga de Campeones de la CAF  | Ronda Preliminar  | AS Mangasport              | 2-0   | 0-1    | 2-1          |
| 2006      | Liga de Campeones de la CAF  | Primera Ronda     | ASC Diaraf                 | 0-0   | 2-0    | 2-0          |
| 2006      | Liga de Campeones de la CAF  | Segunda Ronda     | Saint Eloi Lupopo          | 1-0   | 2-0    | 3-0          |
| 2006      | Liga de Campeones de la CAF  | Fase de grupos    | Heart of Oak               | 2-0   | 1-0    | 3º lugar     |
| 2006      | Liga de Campeones de la CAF  | Fase de grupos    | Orlando Pirates            | 1-1   | 0-1    | 3º lugar     |
| 2006      | Liga de Campeones de la CAF  | Fase de grupos    | ASEC Mimosas               | 0-0   | 0-3    | 3º lugar     |
| 2008      | Liga de Campeones de la CAF  | Ronda Preliminar  | Diables Noirs              | 4-0   | 3-2    | 7-2          |
| 2008      | Liga de Campeones de la CAF  | Primera Ronda     | Simba                      | 4-0   | 3-1    | 7-1          |
| 2008      | Liga de Campeones de la CAF  | Segunda Ronda     | Club Africain              | 5-1   | 1-2    | 6-3          |
| 2008      | Liga de Campeones de la CAF  | Fase de grupos    | Al-Hilal Omdurmán          | 4-1   | 2-3    | 2º lugar     |
| 2008      | Liga de Campeones de la CAF  | Fase de grupos    | Mazembe                    | 2-0   | 0-3    | 2º lugar     |
| 2008      | Liga de Campeones de la CAF  | Fase de grupos    | Cotonsport                 | 2-0   | 0-3    | 2º lugar     |
| 2008      | Liga de Campeones de la CAF  | Semifinales       | Al-Ahly                    | 0-1   | 0-0    | 0-1          |
| 2010      | Copa Confederación de la CAF | Primera Ronda     | Académica Soyo             | 3-0   | 0-2    | 3-2          |
| 2010      | Copa Confederación de la CAF | Segunda Ronda     | Vita Club                  | 3-0   | 0-3    | 3-3 (5-4 p.) |
| 2010      | Copa Confederación de la CAF | Ronda de Play-Off | Zanaco                     | 2-0   | 0-4    | 2-4          |
| 2011      | Liga de Campeones de la CAF  | Ronda Preliminar  | Saint Michel               | 1-0   | 2-0    | 3-0          |
| 2011      | Liga de Campeones de la CAF  | Primera Ronda     | US Bitam                   | 2-1   | 0-0    | 2-1          |
| 2011      | Liga de Campeones de la CAF  | Segunda Ronda     | Al-Ittihad Trípoli         | 1-01  | -      | 1-0          |
| 2011      | Liga de Campeones de la CAF  | Fase de grupos    | Al-Hilal Omdurmán          | 2-1   | 2-2    | 1º lugar     |
| 2011      | Liga de Campeones de la CAF  | Fase de grupos    | Cotonsport                 | 2-0   | 3-2    | 1º lugar     |
| 2011      | Liga de Campeones de la CAF  | Fase de grupos    | Raja Casablanca            | 2-0   | 0-0    | 1º lugar     |
| 2011      | Liga de Campeones de la CAF  | Semifinales       | WAC Casablanca             | 0-0   | 0-1    | 0-1          |
| 2014      | Liga de Campeones de la CAF  | Ronda Preliminar  | Anges de Notsè             | 3-1   | 1-2    | 4-3          |
| 2014      | Liga de Campeones de la CAF  | Primera Ronda     | Real Bamako                | 2-1   | 0-1    | 2-2 (v.)     |
| 2015      | Liga de Campeones de la CAF  | Ronda Preliminar  | Buffles du Borgou          | 3-0   | 1-0    | 4-0          |
| 2015      | Liga de Campeones de la CAF  | Primera Ronda     | Smouha                     | 1-0   | 0-2    | 1-2          |
| 2016      | Liga de Campeones de la CAF  | Ronda Preliminar  | Vipers SC                  | 2-0   | 0-1    | 2-1          |
| 2016      | Liga de Campeones de la CAF  | Primera Ronda     | Vital'O                    | 5-1   | 1-2    | 6-3          |
| 2016      | Liga de Campeones de la CAF  | Segunda Ronda     | Étoile du Sahel            | 3-0   | 0-3    | 3-3 (4-3 p.) |
| 2016      | Liga de Campeones de la CAF  | Fase de grupos    | Mamelodi Sundowns          | 3-1   | 1-2    | 3º lugar     |
| 2016      | Liga de Campeones de la CAF  | Fase de grupos    | Zamalek                    | 0-1   | 0-1    | 3º lugar     |
| 2016      | Liga de Campeones de la CAF  | Fase de grupos    | Sétif                      | Desc. | Desc.  | 3º lugar     |
| 2018      | Copa Confederación de la CAF | Primera Ronda     | Energie                    | 3-2   | 2-0    | 5-2          |
| 2018      | Copa Confederación de la CAF | Segunda Ronda     | Bidvest Wits               | 0-0   | 1-1    | 1-1 (v.)     |
| 2018      | Copa Confederación de la CAF | Fase de grupos    | Djoliba AC                 | 2-0   | 1-0    | 1º lugar     |
| 2018      | Copa Confederación de la CAF | Fase de grupos    | CARA Brazzaville           | 1-0   | 0-3    | 1º lugar     |
| 2018      | Copa Confederación de la CAF | Fase de grupos    | Williamsville AC           | 1-0   | 0-2    | 1º lugar     |
| 2018      | Copa Confederación de la CAF | Cuartos de final  | Rayon Sports               | 5-1   | 0-0    | 5-1          |
| 2018      | Copa Confederación de la CAF | Semifinales       | Raja Casablanca            | 0-1   | 1-2    | 1-3          |
| 2019-20   | Liga de Campeones de la CAF  | Ronda Preliminar  | Rahimo FC                  | 5-0   | 0-1    | 5-1          |
| 2019-20   | Liga de Campeones de la CAF  | Primera Ronda     | Al-Hilal Omdurmán          | 0-0   | 0-1    | 0-1          |
| 2019-20   | Copa Confederación de la CAF | Ronda de Play-Off | TS Galaxy                  | 2-0   | 2-1    | 4-1          |
| 2019-20   | Copa Confederación de la CAF | Fase de grupos    | Hassania Agadir            | 1-1   | 0-2    | 2º lugar     |
| 2019-20   | Copa Confederación de la CAF | Fase de grupos    | FC San Pédro               | 1-0   | 5-2    | 2º lugar     |
| 2019-20   | Copa Confederación de la CAF | Fase de grupos    | Paradou AC                 | 4-1   | 0-1    | 2º lugar     |
| 2019-20   | Copa Confederación de la CAF | Cuartos de final  | Horoya AC                  | 1-1   | 0-2    | 1-3          |
| 2020-21   | Liga de Campeones de la CAF  | Ronda Preliminar  | Rahimo FC                  | 1-1   | 1-0    | 2-1          |
| 2020-21   | Liga de Campeones de la CAF  | Primera Ronda     | Al-Merreikh Omdurmán       | 2-1   | 0-3    | 2-4          |
| 2020-21   | Copa Confederación de la CAF | Ronda de Play-Off | Rivers United              | 1-0   | 0-1    | 1-1 (5-4 p.) |
| 2020-21   | Copa Confederación de la CAF | Fase de grupos    | Al-Ahly Benghazi           | 2-1   | 0-1    | 1º lugar     |
| 2020-21   | Copa Confederación de la CAF | Fase de grupos    | Sétif                      | 2-1   | 0-3    | 1º lugar     |
| 2020-21   | Copa Confederación de la CAF | Fase de grupos    | Orlando Pirates            | 1-0   | 1-2    | 1º lugar     |
| 2020-21   | Copa Confederación de la CAF | Cuartos de final  | Pyramids                   | 1-1   | 1-4    | 2-5          |
| 2021-22   | Copa Confederación de la CAF | Segunda Ronda     | Diambars FC                | 3-0   | 1-0    | 4-0          |
| 2021-22   | Copa Confederación de la CAF | Ronda de Play-Off | Al-Ittihad Trípoli         | 2-0   | w/o2   | 2-3          |
| 2023-24   | Liga de Campeones de la CAF  | 1                 | Al-Ahly Benghazi           | 0-0   | 3-4    | 3-4          |

- Notas:

1- La serie se jugó a partido único debido a la Guerra de Libia de 2011.

2- Enyimba no pudo viajar a Libia para disputar el partido de vuelta, por lo que perdió la serie por walkover.

## Entrenadores
- Kosta Papić (?–2002)[5]
- Shaibu Amodu (abril de 2002–2003)[5]
- Kadiri Ikhana (2003–2004)[6]
- Michael Urukalo (2004–junio de 2004)[6][7]
- Felix Okey Emordi (junio de 2004–2005)[7]
- Alphonsus Dike (2005–octubre de 2006)[8]
- Maurice Cooreman (octubre de 2006–octubre de 2008)[8][9]
- Augustine Eguavoen (2008–2009)[9]
- Felix Okey Emordi (agosto de 2009–noviembre de 2011)[10]
- Abdu Maikaba (noviembre de 2011–?)[11]
- Kadiri Ikhana (junio de 2014–diciembre de 2015)[12][13]
- Paul Aigbogun (enero de 2016–octubre de 2016)[14][15]
- Gbenga Ogunbote (noviembre de 2016–2017)[16][17]
- Paul Aigbogun (noviembre de 2017–julio de 2018)[17][18]
- Usman Abd'allah (julio de 2018–enero de 2020)[18][19]
- Fatai Osho (enero de 2020–septiembre de 2021)[19][20]
- Finidi George (septiembre de 2021–mayo de 2024)[21]
- Yemi Olanrewaju (mayo de 2024–presente)